# Black Betty
Black Betty è una canzone da lavoro degli afro-americani del ventesimo secolo, spesso accreditata a Huddie "Lead Belly" Ledbetter, benché le prime registrazioni non siano sicuramente sue. Alcune fonti dichiarano che si tratti di uno dei numerosi brani che Leadbelly aveva adattato partendo da materiale preesistente, nel caso specifico una marcia del diciottesimo secolo che parlava di un acciarino. Esistono numerose registrazioni di Black Betty, incluse versioni a cappella, folk e rock. La versione moderna maggiormente conosciuta è quella registrata dai Ram Jam nel 1977.

## Significato e origini
Le origini e il significato del testo sono oggetto di dibattito. Storicamente la "Betty nera" può essere un riferimento al soprannome dato a diversi oggetti: un moschetto, una bottiglia di whisky, una frusta, o il furgone utilizzato per il trasferimento presso un penitenziario, come spiegato nel successivo paragrafo.
Alcune fonti dicono che il brano sia derivato da una marcia del diciottesimo secolo che parlava di un acciarino verniciato di nero; Il "bam-ba-lam" ripetuto continuamente nel testo può quindi essere un riferimento al fuoco dell'arma. I soldati sul campo si diceva fossero "abbracciati con Black Betty". In questa interpretazione, il moschetto è stato sostituito da suo "figlio", un fucile con un calcio in noce conosciuto come il "Brown Bess".
Nel volume Caldwells's Illustrated Combination Centennial Atlas of Washington Co. Pennsylvania of 1876, a pagina dodici, c'è una breve sezione in cui vengono descritte le tradizioni legate al matrimonio. Caldwell descrive come fosse tradizione durante un matrimonio che due giovani facenti parte del corteo dello sposo ingaggiassero una gara di corsa fra loro per una bottiglia di whisky. Questa gara si doveva svolgere quando il corteo era a circa un miglio dal luogo in cui si sarebbe dovuta tenere la cerimonia. Il vincitore della gara avrebbe tenuto con sé il whisky, chiamato "Black Betty", che sarebbe poi stato offerto prima allo sposo, e poi a tutti gli altri uomini.
Uno dei primi significati del termine "Black Betty" negli Stati Uniti (almeno dal 1827) è stato proprio quello di bottiglia di liquore. Nel gennaio 1736, Benjamin Franklin pubblicò The Drinker's Dictionary sulla Pennsylvania Gazette in cui venivano indicate 228 frasi per indicare l'ubriachezza. Una di queste era "Ha baciato Black Betty".
David Hackett Fischer, nel suo libro Albion's Seed: Four British Folkways in America (Oxford University Press, 1989), dichiara che "Black Betty" era un termine abbastanza diffuso per indicare una bottiglia di whisky nelle terre di confine fra l'Inghilterra settentrionale e la Scozia meridionale, e in seguito negli Stati Uniti orientali.
In un'intervista condotta da Alan Lomax con un ex detenuto del carcere del Texas, Doc Reese (anche conosciuto come "Big Head"), questi dichiarò che il termine "Black Betty" era usato dai prigionieri per riferirsi al "Black Maria", il furgone utilizzato per il trasferimento al penitenziario.
Nel 1934 John A. e Alan Lomax, nel loro libro American Ballads and Folk Songs, descrivono le origini di Black Betty in questo modo:
John Lomax inoltre intervistò il musicista blues James Baker (meglio conosciuto come "Iron Head") nel 1934, quasi un anno dopo la pubblicazione della prima versione registrata conosciuta di Black Betty. Nell'articolo che ne risultò, pubblicato per il Musical Quarterly, e intitolato "Sinful Songs" of the Southern Negro, Lomax nuovamente menzionò il fatto che "Black Betty" era un soprannome dato alla frusta. Steven Cornelius, nel suo libro Music of the Civil War Era, dichiara in una sezione relativa alla musica folk successiva alla fine della guerra che "...i prigionieri cantavano di "Black Betty", la frusta del conducente". Robert Vells, in Life Flows On in Endless Song: Folk Songs and American History, scrive:
In versioni più recenti, il nome "Black Betty" è stato associato a vari veicoli, fra cui una motocicletta e un hot rod.

## Pubblicazione
La canzone è stata registrata per la prima volta dai musicologi statunitensi John e Alan Lomax nel 1933, interpretata a cappella dal condannato James Baker (conosciuto anche come "Iron Head") e un gruppo di carcerati, in un campo presso la Central State Farm, una prigione di stato a Sugar Land, nel Texas.
I Lomax registrarono il brano per la Biblioteca del Congresso e in seguito eseguirono altre registrazioni sul campo nel 1934, nel 1936 e nel 1939. La prima registrazione commerciale del brano invece fu però eseguita a New York nel 1939 da Leadbelly per l'etichetta Musicraft Records, come parte di un medley insieme ad altre due canzoni da lavoro: Looky Looky Yonder e Yellow Woman's Doorbells. La Musicraft pubblicò il brano quello stesso anno come traccia di un album intitolato Negro Sinful Songs. Leadbelly collaborò a lungo con i Lomax (che lo avevano registrato già a partire dal 1933 e lo aiutarono a ottenere il contratto con la Musicraft nel 1939), e lui stesso era stato in carcere.
Nel corso degli anni Black Betty è stata registrata numerose volte e con vari arrangiamenti. Si possono citare la versione in chiave folk di Odetta, che fa parte di un medley con Looky Yonder, quella di Dave "Snaker" Ray, con "Spider" John Koerner e Tony "Little Sun" Glover nell'album Lots More Blues, Rags, and Hollers (Elektra - EKL 267), e quella dello stesso Alan Lomax, tutte del 1964. Nel 1976 una band di Cincinnati, gli Starstruck, ne registrarono una loro versione in chiave rock con il testo modificato per l'etichetta Truckstar che ebbe però scarso successo.
Maggior fortuna ebbe la versione immediatamente successiva di Black Betty, quella del 1977 dei Ram Jam, che fu la prima a scalare le classifiche di tutto il mondo, anche in una versione dance pubblicata nel 1990. Nel 1986 il brano fu reinterpretato da parte di Nick Cave and the Bad Seeds e inserito nell'album di cover Kicking Against the Pricks, e nel 2002 ebbe nuova vita grazie alla rivisitazione a opera di Tom Jones. Nel 2004 gli Spiderbait riarrangiarono la versione dei Ram Jam, e inserirono il brano nel loro album Tonight Alright. La loro cover di Black Betty fu un altro grande successo commerciale e venne utilizzata in numerosi film e videogiochi. Sari Schorr ne ha inciso una intensa e personale versione nel 2016, pubblicata nell'album A force of nature e accompagnata da un video con la regia di Ben Milner.

## Utilizzo nei media
Il brano è stato utilizzato in film, serie televisive, videogiochi e altri media innumerevoli volte. Il primo film ad includere Black Betty nella propria colonna sonora è stato Shanty Tramp del 1967. Successivamente si ricordano fra gli altri Blow, Super Troopers, Basic, Miss F.B.I. - Infiltrata speciale, Indovina chi, Hazzard (nel quale si sente sia la versione degli Spiderbait che quella dei Ram Jam), TMNT, The Condemned, Rex e altri. Inoltre varie versioni di Black Betty sono state utilizzate in alcuni episodi delle serie televisive Malcolm e My Name Is Earl.
Black Betty è stato inoltre l'accompagnamento musicale di un gran numero di spot televisivi, fra cui gli spot australiani della Toyota Hilux del 2005, gli spot dei videogiochi Mario Pinball Land, Pac-Man World 2 e Battlefield: Bad Company e gli spot del 2011 della Volkswagen Beetle. Il brano è inoltre nella colonna sonora dei videogiochi Need for Speed: Underground 2, Tony Hawk's Underground, Guitar Hero World Tour, 2006 FIFA World Cup e Rayman Legends.
Nel 1971 Bob Dylan ha parodiato il brano nel suo romanzo sperimentale Tarantula, mentre Walter Mosley nel 1994 ha intitolato il suo quarto giallo con protagonista Easy Rawlins Black Betty.